# Рат за аустријско наслеђе
Рат за аустријско наслеђе вођен је у периоду од 1740. до 1748. године између Пруске, Баварске, Саксоније, Француске, Шпаније, Напуљске краљевине, Ђенове, Фалачке, Келна и Шведске са једне и Аустрије, Велике Британије, Холандије, Хановера, Пијемонта и Русије са друге стране. У подсукобе рата спадају Рат краља Џорџа у Северној Америци, Рат за Џенкинсово уво (који је званично избио 23. октобра 1739), Први Карнатски рат у Индији и Први и Други шлески рат.
Рат је почео под изговором да Марија Терезија не може од свог оца Карла VI да наследи хабзбуршки престо, пошто је Салијски законик који је забрањивао женама да наследе престо био згодан изговор који су искористиле Пруска и Француска да оспоре моћ Хабзбурга. Аустрију су подржавали Велика Британија и Низоземска република, традиционални непријатељи Француске, као и Краљевство Сардинија и Кнежевина Саксонија. Француска и Пруска су биле у савезу са Кнежевином Баварском.
Шпанија, која је била у рату са Британијом око колонија и трговине још од 1739. је ушла у рат у Европи како би повратила свој утицај у северној Италији, како би поништила аустријску доминацију над Апенинским полуострвом коју је она постигла на штету Шпаније као последицу Рата за шпанско наслеђе почетком 18. века. Рат се окончао Ахенским миром 1748. године.

## Увод
После смрти аустријског цара Карла VI, Прусија, Шпанија, Баварска и Саксонија поставиле су наследне захтеве на аустријске земље. Пруски краљ Фридрих II Велики захтевао је Шлезију и 17. децембра 1740. године са војском од 27.000 војника упада у ту покрајину. Тиме је отпочео Први шлески рат који је један од подсукоба Рата за аустријско наслеђе. Аустрија је тим ратом била изненађена. У Шлезији је имала свега 7000 војника, а њена стајаћа војска (108.000 људи) била је дислоцирана по територији читаве монархије. У зиму је Аустрија приступила прикупљању војске. У Чешкој и Моравској прикупљено је 25.000 људи; из Војне крајине и Банске Хрватске је сваке године рата обезбеђивано 14-18.000 војника.

### Стварање коалиција
У пролеће наредне године, Аустрија приступа ратним операцијама против Пруса. Фелдмаршал Вилхелм Најперг је са 9000 пешака и 8000 коњаника кренуо из Моравске преко Ниса у Шлезију. Пруси му наносе пораз у бици код Молвица (1. април) чиме су га принудили на повлачење до тврђаве Нисе у Горњој Шлезији. Јуна исте године, Прусија склапа савез са Француском. Савезу су се прикључиле Шпанија, Баварска, Саксонија, Напуљ, Шведска, Келн и Фалачка. На страну Аустрије су у рат ушле Велика Британија, Холандија, Хановер, Пијемонт, а од 1747. и Русија. Рат за аустријско наслеђе се тиме проширио на готово све европске силе.

## Кампања 1741. и 1742. године
Пруски фелдмаршал Курт Шверин крајем 1741. године заузима Оломоуц у Моравској, а наредне године је Фридрих II кренуо са војском од 28.000 људи према источној Чешкој и у бици код Хотусица тукао аустријску војску под командом Карла Лотариншког. Одредбама Берлинског мира од 28. јула 1742. године Пруска добија Доњу и већи део Горње Шлезије као и грофовију Глац. Баварске трупе су, у међувремену, отпочеле са ратним операцијама и 12. септембра 1741. године прешле аустријску границу продирући до Линца. Тамо је стигла француска армија маршала Бројиема. Овде је баварски кнез Карло Албрехт преузео команду над здруженом баварско-француском армијом од 18.500 људи. Наступајући преко Чешке, уз помоћ Саксонаца, заузео је Горњу Аустрију, а 26. новембра и Праг где се прогласио чешким краљем. Дана 12. фебруара 1742. године крунисан је за немачког цара као Карло VII. Новоформирана аустријска армија фелдмаршала Кевенхилера (21.000 војника) потисла је француски корпус Хенрија Сегира, продрла у Баварску и освојила Минхен, али се септембра повукла у Чешку. После завршеног Шлеског рата и повлачења Саксоније из коалиције, тоскански војвода Франц I Штефан је крајем јула са око 35.000 људи опколио у Прагу француску армију за чију је деблокаду из Вестфалије до Хеба стигла друга француска армија (40.000 људи) појачана Баварцима (15.000 људи). Франц јој је кренуо у сусрет преко Плзења и спојио се са армијом Кевенхилера због чега се француска деблокадна армија повукла у Баварску. Француска армија блокирана у Прагу пробила је блокаду 6. децембра и такође се повукла са аустријског подручја.

### Италијански фронт
У Италији се шпански генерал Хозе Монтеар крајем 1741. и почетком 1742. године искрцао у Орбетелу и са напуљским трупама кренуо на подручје Анкона-Римини. На то је Сардинија приступила Аустрији. Карло Емануеле III и фелдмаршал Ото Траун (укупно 47.000 људи) кренули су у сусрет Монтемару. После нерешене битке код Кампосанта (8. фебруар 1743) шпанска армија повлачи се до Риминија, а Карло Емануел III повлачи своје трупе у Пијемонт како би се супротставио шпанској армији инфанта Дон Фелипеа која је из Провансе предузела офанзиву преко Алпа.

## Кампања 1743. и 1744. године
Појачане снаге Карла Лотариншког су на пролеће 1743. године потукле снаге Бавараца код Зимбаха на Ину и одбациле их, заједно са француским снагама, преко Изара и Леха. Пошто су изгубили готово сву територију, Баварци су 17. јуна пристали на преговоре. Французи су потиснути преко Дунава и Рајне.
Велика Британија је, сем на мору, у почетку само новчано помагала Аустријанце. У Хановеру је држала заштитни корпус од 13.000 људи, а 1742. године је у аустријску Низоземску упутила помоћну армију. Ојачани аустријским и хановерско-хесенским трупама под командом краља Џорџа II, Британци су 26. јуна 1743. године у бици код Детингена тукли Французе под маршалом Адријаном Ноајом и одбацили их преко Рајне. Французи су на пролеће 1744. године предузели офанзиву. Маршал Мориц Саксонски упао је са главнином армије (око 80.000 људи) 17. маја у Фландрију и освојио Мелен, Ипр и Верне. Помоћна армија маршала Шарла-Луја Бел Ила штитила је границу на Мозелу. Трећу армију маршала Франца Коанјија, која је бранила Рајну од Мајнца до Стразбура, напао је Карло Лотариншки и 5. јула код Висанбура је потиснуо до Стразбура.
У међувремену, Прусија је августа 1744. године прекршила Берлински мир и са војском напала Чешку. Тиме је отпочео Други шлески рат. Баварци су успели да поврате целу Баварску користећи се тиме што је Карло Лотариншки био заузет у рату у Чешкој. Французи заузимају Фрајбург им Брајзгау и упадају у Виртемберг. У Италији је шпанска армија Дон Фелипеа упала у Ломбардију, а Французи упадају у Пијемонт, освајају Демонте, опседају Кунео и у бици код Мадоне дел Олмо наносе пораз Пијемонту. Савезници се октобра повлаче преко Алпа.
Фридрих II је у међувремену са армијом од 70.000 људи освојио Праг. Аустријска војска Карла Лотариншког (50.000 људи) је угрозила Фридрихове комуникације и тиме га приморала да се повуче у Шлезију.

## Завршне године рата
У пролеће 1745. године, Карло Лотариншки је са 63.000 војника и 120 топова предузео офанзиву у Шлезији. Фридрих II га је изненадно напао и нанео му пораз код Хоенфридберга. Аустријанци се након ове одсудне битке повлаче преко Лабе и Орлица у Чешку. Тамо су водили мали двомесечни рат са Прусима ометајући им комуникације. Пруске снаге су приморане да напусте своје положаје код Лабе и сместе се у логор код Штауденца. Карло Лотариншки је кренуо за њима. Карлов напад код Зора (30. септембар) је одбијен. Фридрих II се ипак повлачи у Шлезију, а Аустријанци у логор на горњој Лаби. Пруси под војводом Леополдом Десауским почели су 27. новембра офанзиву и у бици код Кеселдорфа нанели пораз Саксонцима присиљавајући их да се, заједно са Аустријанцима, повуку до чешке границе. Дрезденским миром од 25. децембра завршен је Други шлески рат који је потврдио одредбе Берлинског мира из 1742. године. Након пораза код Пфафенхофена, баварски кнез Максимилијан III Јозеф приморан је да 22. априла склопи у Фисену сепаратни мир са Аустријом чиме је Баварска одустала од захтева на аустријске земље.
У Низоземској су Французи са војском од 80.000 људи под Морицом Саксонским прешли у офанзиву и опколили на пролеће 1745. године тврђаву Турне. Савезничке снаге од 46.000 људи под Виљемом Камберлендом напали су француске положаје код Фонтноа како би деблокирали тврђаву. Прерпели су пораз 11. маја. У Италији су француско-шпанске снаге и трупе Ђенове под командом Жана Мајбоа овладале Тортоном. Аустријанци се повлаче преко Поа, а Пијемонт је 27. септембра савладан у бици код Басињане. Офанзивом с пролећа следеће године, аустријска снаге генерала Максимилијана Брауна принудиле су након пораза код Требије Французе на евакуацију Ломбардије. Убрзо се Шпанци повлаче из Италије, а затим и из Француске.
У Низоземској Аустријанци трпе поразе. Французи 20. фебруара 1746. освајају Брисел, маја Антверпен, јула Шарлероа, а септембра Намир. Мориц Саксонски је код Рокуа одсудно поразио Карла Лотариншког (11. октобар). Мориц је затим поразио Камберленда у бици код Лафелта и освојио Берхен оп Зом. Тиме су операције завршене.
Бел Ил је са француско-шпанском армијом у Италији принудио Максимилијана Брауна на повлачење из Провансе, а потом упада и у Пијемонт. Сузбијен је 19. јула при нападу на Асти. Французи су 1748. године освојили Мастрихт док су Аустријанци и Британци били неактивни у очекивању Руса. Када је Русија, на основу споразума са Аустријом и Британијом, упутила своје трупе ка Рајни, закључен је мир.

## Мир
Мир којим је завршен Рат за аустријско наслеђе је потписан 18. октобра 1748. године у Ахену. Одредбама Ахенског мира Аустрија је Шлезију морала уступити Пруској и неких територија у Италији (Парма, Пјаченца) одрећи се у корист Шпаније. Модена и Ђенова повратиле су независност које су изгубиле током рата. Британији су признате одредбе Утрехтског мира.

## Галерија
- Пруска пешадија у бици код Молвица, 1741.
- Енглески краљ Џорџ II у бици код Детингена, 1743.
- Станислав I прелази Рајну, 1744.
- Опсада Луисбурга, 1745.
- Британска флота бомбардује корзиканску луку Бастију 1745.
- Битка код Фонтноа, 11. мај 1745.
- Битка код Фонтноа, 11. мај 1745.
- Битка код Рокоа 1746.
- Морис Саксонски у бици код Лауфилда, 1747.